# Südafrikanische Cricket-Nationalmannschaft in Australien in der Saison 2005/06
Die Tour der südafrikanischen Cricket-Nationalmannschaft nach Australien in der Saison 2005/06 fand vom 16. Dezember 2005 bis zum 9. Januar 2006 statt. Die internationale Cricket-Tour war Bestandteil der Internationalen Cricket-Saison 2005/06 und umfasste drei Tests und ein Twenty20. Australien gewann die Test-Serie 2–0 und die Twenty20-Serie 1–0.

## Vorgeschichte
Australien spielte zuvor eine Tour in Neuseeland, Südafrika in Indien.
Das letzte Aufeinandertreffen der beiden Mannschaften bei einer Tour fand in der Saison 2001/02 in Australien statt.
Auf dieser Tour spielte Südafrika sein erstes Twenty20 International.

## Stadien
Die folgenden Stadien wurden für die Tour als Austragungsort vorgesehen und am 21. Juli 2005 bekanntgegeben.
| Stadion                  | Stadt     | Kapazität | Spiele  |
| ------------------------ | --------- | --------- | ------- |
| The Gabba                | Brisbane  | 42.000    | 1. T20  |
| Melbourne Cricket Ground | Melbourne | 100.024   | 2. Test |
| WACA Ground              | Perth     | 20.000    | 1. Test |
| Sydney Cricket Ground    | Sydney    | 48.000    | 3. Test |

## Kaderlisten
Südafrika benannte seinen Test-Kader am 26. November 2005 und seinen Twenty20-Kader am 8. Januar 2006.
Australien benannte seinen Kader am 9. Dezember 2005.
| Test | Test | Twenty20 | Twenty20 |
| Australien | Südafrika | Australien | Südafrika |
| --- | --- | --- | --- |
| - Ricky Ponting (K) - Nathan Bracken - Adam Gilchrist (wk) - Matthew Hayden - Brad Hodge - Mike Hussey - Phil Jaques - Justin Langer - Brett Lee - Stuart MacGill - Glenn McGrath - Andrew Symonds - Shane Warne | - Graeme Smith (K) - Nicky Boje - Johan Botha - Mark Boucher (wk) - AB de Villiers - Herschelle Gibbs - Jaques Kallis - Justin Kemp - Charl Langeveldt - André Nel - Makhaya Ntini - Shaun Pollock - Jacques Rudolph | - Ricky Ponting (K) - Nathan Bracken - Stuart Clark - Michael Clarke - Brad Haddin (wk) - James Hopes - Mike Hussey - Simon Katich - Mick Lewis - Damien Martyn - Andrew Symonds | - Graeme Smith (K) - Johan Botha - Mark Boucher (wk) - Boeta Dippenaar - Herschelle Gibbs - Andrew Hall - Jaques Kallis - Garnett Kruger - Shaun Pollock - Jacques Rudolph - Monde Zondeki |

## Tour Matches
| 5. – 7. Dezember Scorecard | Perth | Western Australia 391-8d (110)                          | – | South Africans 179 (53.1) & 164 (52.4) (f/o) |
|                            |       | Western Australia gewinnt mit einem Innings und 48 Runs |   |                                              |

| 9. Dezember Scorecard | Perth (LH) | Cricket Australia Chairman's XI 192-9 (46/46) | – | South Africans 193-2 (35.2/46) |
|                       |            | South Africans gewinnt mit 8 Wickets          |   |                                |

| 11. – 13. Dezember Scorecard | Perth | South Africans 292-8d (79) & 395-9d (102) | – | Western Australia XI 300-5d (61.3) & 64-1 (20) |
|                              |       | Remis                                     |   |                                                |

## Tests

### Erster Test in Perth
| 16. – 20. Dezember Scorecard | Perth | Australien 258 (75.2) & 528-8d (146.4) | – | Südafrika 296 (81.2) & 287-5 (126) |
|                              |       | Remis                                  |   |                                    |

### Zweiter Test in Melbourne
| 26. – 30. Dezember Scorecard | Melbourne | Australien 355 (119.3) & 321-7d (83) | – | Südafrika 311 (111) & 181 (74) |
|                              |           | Australien gewinnt mit 184 Runs      |   |                                |

### Dritter Test in Sydney
| 2. – 6. Januar Scorecard | Sydney | Südafrika 451-9d (154.4) & 194-6d (42) | – | Australien 359 (95.1) & 288-2 (60.3) |
|                          |        | Australien gewinnt mit 8 Wickets       |   |                                      |

Der Australier Glenn McGrath wurde auf Grund vom offenen zeigens von Unzufriedenheit mit einer Schiedsrichterentscheidung offiziell verwarnt.
Nach seinem Test-Debüt wurde der südafrikanische Bowler Johan Botha auf Grund illegaler Technik dem Weltverband gemeldet und einen Monat später nach Tests gesperrt. Erst im November des Jahres wurde er nach weiteren Tests wieder für internationale Spiele zugelassen.

## Twenty20 International in Brisbane
| 9. Januar Scorecard | Brisbane | Australien 209-3 (20)          | – | Südafrika 114 (18.3) |
|                     |          | Australien gewinnt mit 95 Runs |   |                      |